# Alaksandr Prakapienka
Alaksandr Cimafiejewicz Prakapienka (biał. Аляксандар Цімафеевіч Пракапенка, ros. Александр Тимофеевич Прокопенко, Aleksandr Timofiejewicz Prokopienko; ur. 16 listopada 1953 w Bobrujsku, Białoruska SRR, zm. 29 marca 1989 w Mińsku) – białoruski piłkarz, grający na pozycji pomocnika, reprezentant ZSRR.

## Kariera piłkarska

### Kariera klubowa
Wychowanek klubu Budaunik Bobrujsk. Pierwszy trener Uładzimer Sasunkiewicz. W 1973 został zaproszony do Dynama Mińsk. Przez pijaństwo często nie pojawiał się na mecze i był wyrzucony dyscyplinarnie. Leczył się. W 1986 powrócił do gry w klubie Dniapro Mohylew. W 1987 ukończył karierę piłkarską w Neftçi PFK.

### Kariera reprezentacyjna
12 lipca 1980 debiutował w radzieckiej reprezentacji w meczu towarzyskim z Danią, wygranym 2:0. Następnie rozegrał dwa mecze w olimpijskiej reprezentacji ZSRR na Igrzyskach Olimpijskich w Moskwie.

## Sukcesy i odznaczenia
- Brązowy medalista Igrzysk Olimpijskich:

1980
- Mistrz ZSRR:

1982
- Mistrz Białoruskiej SRR:

1972
- Nagrodzony tytułem Mistrz Sportu ZSRR w 1979.